# Hasta el viento tiene miedo
Pour plus de détails, voir Fiche technique et Distribution.
Hasta el viento tiene miedo est un film d'épouvante mexicain réalisé par Carlos Enrique Taboada et sorti en 1968.

## Synopsis
Claudia, élève d'un pensionnat de jeunes filles, se réveille une nuit en entendant une voix qui l'appelle plusieurs fois par son nom. Lorsqu'elle ouvre les yeux, elle découvre le corps d'une femme pendue sur son lit, ce qui la fait hurler de terreur et s'évanouir. Le lendemain, elle reçoit la visite du docteur Oliver, qui assure à Mlle Lucia, la directrice adjointe de l'école, que Claudia vient de faire une dépression nerveuse à la suite d'un cauchemar et qu'elle a besoin de beaucoup de repos. Kitty et Lili, deux de ses amies, viennent prendre de ses nouvelles. La première interroge Claudia sur son cauchemar et celle-ci explique qu'elle a rêvé qu'elle se trouvait dans un endroit sombre avec une grande échelle, qu'elle entendait une voix l'appelant de l'étage, qu'elle suivait la voix jusqu'à un grenier et que c'est là qu'elle a trouvé la femme pendue.
La directrice Bernarda discute avec le docteur Oliver, qui lui assure que Claudia est au bord de la dépression nerveuse et qu'elle devrait faire une pause, avec le soutien manifeste de Mlle Lucia. Bernarda insiste sur le fait que Claudia ne fait que simuler ses symptômes pour ne pas avoir à assister à ses cours. Après le départ du médecin, Bernarda ordonne à Mlle Lucia de ne plus remettre en question ses ordres en public et lui fait comprendre que Claudia doit retourner en classe le jour même.
Lorsque Claudia et ses camarades passent devant la tour de l'école, elles remarquent que la serrure de la porte de la tour est ouverte. Ivette appelle les autres filles du groupe (Kitty, Lili et Verónica) pour leur montrer. Devant les tergiversations de chacun, Kitty insiste pour que tout le monde entre, prend les devants et ouvre la porte de la tour.
Après avoir jeté un coup d'œil, Claudia s'exclame que c'est l'endroit dont elle a rêvé. Kitty, quelque peu sceptique, lui demande de décrire la porte menant au grenier. Claudia la décrit (rouge, décrépite et avec une broche en fer à l'extérieur). Sur l'insistance de Kitty, les six filles montent les escaliers et découvrent avec horreur que la porte est exactement comme Claudia l'a décrite, mais avant qu'elles ne puissent prendre la moindre décision, la directrice les découvre et les oblige à descendre. Bernarda décide, pour les punir d'avoir pénétré dans une zone interdite, que toutes les filles doivent rester à l'école pendant les vacances, sans appel. Elle envoie les autres parler à Claudia, à qui elle demande ce qu'elle s'attendait à trouver là. Lorsque Claudia lui dit que la serrure était ouverte et que la tour est l'endroit dont elle a rêvé, Bernarda panique et dit que tout cela n'est que le fruit de l'imagination de la jeune fille.
Claudia apprend d'une employée que la personne du rêve est une élève qui s'est suicidée des années auparavant, et que l'enseignante a vu son fantôme. Andrea, la jeune femme qui s'est suicidée dans la tour, hante l'université pour se venger de cette terrible tragédie. Lorsqu'Andrea est entrée au collège, elle a appris que sa mère était gravement malade et a demandé à être dispensée de cours pour rendre visite à sa mère mourante. Lorsque Bernarda, la directrice, lui interdit de partir, Andrea devient désemparée et accablée de chagrin. Dans un épisode maniaque, elle a décidé de se suicider dans la tour après avoir appris la mort de leur mère.
Andrea jure maintenant de se venger et n'aura de cesse que Bernarda ne paie pour ce qu'elle lui a fait. Par une nuit venteuse, Andrea fait signe à Claudia de monter les escaliers de la tour. Bernarda la suit et tente de l'arrêter. Lorsque Bernarda atteint le sommet de l'escalier où Andrea s'est suicidée, elle rencontre Andrea. Bernarda, terrifiée par la peur, ne peut se défendre contre Andrea et est mortellement attaquée par elle.
Quelque temps après les événements de cette nuit d'orage, Claudia s'apprête à rentrer chez elle et la nouvelle directrice lui assure que tout va bien au collège. Alors qu'elle se dirige vers la porte principale de l'école, elle fixe la tour avec crainte, mais le jardinier de l'école lui annonce qu'Andrea repose désormais en paix et qu'elle est partie, cette fois-ci pour de bon.

## Fiche technique
- Titre original mexicain : Hasta el viento tiene miedo[1],[2]
- Réalisation : Carlos Enrique Taboada
- Scénario : Carlos Enrique Taboada
- Photographie : Agustín Jiménez
- Montage : Jose W. Bustos
- Musique : Raúl Lavista retravaillant les compositions de Frédéric Chopin Prélude en E mineur Op. 28 N° 4 / Prélude en A mineur Op. 28 N° 7 et Armando Manzanero Blues Jazz
- Décors : Jose Tirado
- Maquillage : María del Castillo
- Production : Jesús Grovas, Adolfo Grovas
- Société de production : Tauro Films
- Pays de production :  Mexique
- Langue originale : espagnol
- Format : Couleurs par Eastmancolor - 1,66:1 - Son mono
- Genre : Film d'épouvante
- Durée : 90 minutes
- Date de sortie : 
  - Mexique : 30 mai 1968
  - France : 15 février 2013 (Cinémathèque française)[3]

## Distribution
- Marga López : Bernarda
- Maricruz Olivier (es) : Lucía
- Alicia Bonet (es) : Claudia
- Norma Lazareno (es) : Kitty
- Renata Seydel : Ivette
- Elizabeth Dupeyrón : Josefina
- Lourdes Baledón : Verónica
- Irma Castillón : Silvia
- Rita Sabre Marroquín : Marina
- Pamela Susan Hall : Andrea
- Rafael Llamas : Diego
- Saidi Dupeyrón : Armando
- Enrique García Álvarez (es) : docteur Oliver

## Accueil critique
Le site web américain Vulture a cité le film en exemple dans le domaine de l'épouvante mexicaine, écrivant que « La tension construite par l'ambiance, par des bruits naturels comme le vent du titre en particulier, est plus efficace pour capter l'attention que ce qui est réellement montré à l'écran ». la site ComicsBeat fait l'éloge du film pour son jeu d'acteur, le développement des personnages et l'ambiance.
Le magazine espagnol Marca a fait un article sur Hasta el viento tiene miedo pour le 50e anniversaire du film en 2018, soulignant son statut de film culte. Ils se sont entretenus avec l'actrice Norma Lazareno, qui a déclaré que le film était en avance sur son temps. Elle a ajouté que le réalisateur avait conspiré avec les techniciens pour jouer des tours aux actrices, afin qu'elles soient troublées pendant le tournage, ce qui, selon elle, a renforcé la tension et le facteur peur du film.